# Túrós csusza
A túrós csusza hagyományos magyar étel.
Elkészítéséhez főtt tört-, kockatészta, egyes vidékeken szabógallérnak is nevezett tészta használatos, továbbá tehéntúró, vagy juhtúró és apróra vágott sült szalonna, valamint tejföl szükséges. Egyes vidékeken kaporral megszórva szeretik. 
Különlegessége abban áll, hogy előmelegített tányérra teszik a túróval kissé összesütött tésztát, erre újabb adag hideg túrót tesznek, forró, zsíros pörccel megszórják, majd hideg tejföllel meglocsolva tálalják. Az étel neve a „csúszik” ige főnevesült folyamatos melléknévi igeneve, vagyis olyan étel, amely „csúszik”.
Nem tévesztendő össze az olyan túrós tésztával, ami hasonló módon készül, de kevesebb zsiradékkal, esetleg másféle (pl. hosszú metélt) tésztával és általában édesen, (porcukorral megszórva) tálalják.
A túrós csusza adható főételként, az étkezés végén desszertként, vagy köretként is (pl. harcsa túrós csusza ágyon).

## Rakott túrós csusza
Egy tűzálló tál alját kevés szalonnazsírral kikenjük, erre egy réteg kifőtt csuszatésztát, majd egy réteg túrót teszünk, tejföllel meglocsoljuk (ha szükséges sózzuk). Lehet több réteget is készíteni, de a tetejére egy adag tészta és a ropogósra pirított szalonna (pörc) kerül. Előmelegített sütőben 10-15 percig letakarva sütik, amíg a teteje kissé megpirul és az ízek összeérnek.
Kocka, vagy tortaszeletekre vágva, még egy kis hideg tejföllel meglocsolva, forrón tálalják.
Elkészítése egyszerűbb, mint a túrós csuszáé, de itt több pörzsanyag keletkezik, ami az ízhatást fokozza.

## Az irodalomban
Móricz Zsigmond Tragédia című novellájában a lakodalmon a második fogás túrós csusza volt. „Ízes, tejfölös, töpörtős, kövér.” Bár ezt Kis János már nem érezte.
Krúdy Gyula Isten veletek, ti boldog Vendelinek! című elbeszélésében a vendég, „a bolond falusi úr” utolsó fogásként túrós csuszát eszik, és közben mondja el Vendelinnek, a pincérnek, hogy Patience őt is elhagyta.
Bálint Ágnes Mi újság a Futrinka utcában? című meseregényében kétszer is készítenek túrós csuszát.
Fejes Endre Rozsdatemető című regényének egyik legjellegzetesebb motívuma a jeles alkalmakkor történő evés, amelyet az író többször is így vezet be: „Pék Mária halat rántott, túrós csuszát készített...”
Láng Zsolt Itthonév című művében van egy Túrós csusza című rész.